# Hesus Bonilja
Hesus Bonilja (šp. Jesús Bonilla), rođen 1. septembra 1955, је španski glumac i reditelj, 
Smatra se da je jedan od boljih španskih glumaca. Poznat je po tumačenju mrzovoljnih likova. Svoju karijeru kao glumac započeo je 1984. u filmu Dos mejor que uno, prvi film koji je režirao je El oro de Moscú.

## Karijera

### Filmovi
- (1984), od Ángel Llorente.
- (1991), od Ernesto Del Río.
- (1992), od .
- (1992), od Karlosa Suareza.
- (1992), od .
- Kika (1993), od Pedra Almodovara.
- (1993), od Emilio Martínez Lázaro.
- (1993), od Karlosa Suareza.
- (1994), od .
- (1994), od .
- (1994), od .
- (1995), od Juan Sebastián Bollaín.
- (1995), Jesús R. Delgado.
- (1996), od .
- (1996), od .
- (1997), od .
- (1997), od .
- (1997), od .
- (1998), od Fernando Trueba.
- (1999), od .
- (1999), od .
- (1999), od .
- (1999), od .
- (1999), od .
- (2000), od .
- (2000), od .
- (2000), od .
- (2001), od Santiago Segura.
- (2002), od Hesusa Bonilje.
- (2002), od Francesc Bellmunt.
- (2004), od .
- (2004), od .
- (2005), od .
- (2005), od .
- (2007), od Hesusa Bonilje.
- (1994), od .
- (1996), od

### Televizija
- šp.  (TVE, 1985) kao Fermin
- šp. : Mujer perdida (1988), od Rikardo Franko.
- šp.  (1988), od Gerardo Malla y Francisko Montolio.
- šp.  (1993)
- šp.  (Antena 3, 1994)
- šp.  (Telecinco, 1996) kao
- šp.  (Telecinco, 1997) kao
- šp.  (Telecinco, 1999) kao
- šp.  (serie de televisión) (Telecinco, 2000) kao
- šp.  (Telecinco, 2002) kao Aguado. (Cameo)
- Seranovi (šp. Los Serrano) (Telecinco, 2003) kao Santijago

### Režija
- (2002)
- (2007)